# Krikor Guerguerian
Krikor Guerguerian, né le 12 mai 1911 à Gürün et mort le 7 mai 1988 à New York, est un prêtre catholique et archiviste arménien principalement connu pour les Krikor Guerguerian Archive, fonds d'archive documentant le génocide arménien.

## Biographie
Guerguerian est le plus jeune d'une famille de seize enfants. Il a huit sœurs et sept frères. Seuls six d’entre eux survivent génocide arménien. Durant le génocide, il est témoin du meurtre de ses parents. En 1916 il s'enfuit avec l'un de ses frères à Beyrouth, où il est placé dans un orphelinat.
En 1925, il entre au monastère-école catholique de Zımmar (Bzemmar) au Liban. Au début des années 1930, il obtient un diplôme à l'Université Saint-Joseph de Beyrouth. Il se rend ensuite à Rome pour étudier la théologie. Il devient moine catholique en 1937. Il commence cette même année son doctorat sur le génocide arménien.
Après être devenu moine, il s'installe au Caire, où son jeune frère vit et travaille comme prêtre. Vers 1952, il rencontre, au Caire, Kürt Mustafa Pacha, ancien juge président du 1er Tribunal militaire d'Istanbul ayant statué dans les procès contre les membres du Comité Union et Progrès . Mustafa lui indique que des copies des documents judiciaires ont été envoyées au Patriarcat de Constantinople de l'Église arménienne. Guerguerian mène des recherches pour savoir où ces documents ont ensuite été envoyés. Il les localise au Patriarcat de Jérusalem de l'Église arménienne et en effectue des photographies. Il s'installe ensuite aux États-Unis où il officie comme prêtre. Il continue pendant toute sa vie ses recherches et l'accumulation des sources documentaires sur l'histoire arménienne et le génocide. 
Des copies des documents sont conservées dans les Krikor Guerguerian Archives de l'université Clark à Worcester dans le Massachusetts. Les originaux sont conservés par le neveu de Krikor Guerguerian, Edmund Geurguerian, et accessibles aux chercheurs dans le Queens à New York,. Une campagne de numérisation a été lancée par l'historien turc Taner Akçam.

## Publications
- Yozghati Hayaspanutean Vaweragrakan Patmutiwne (Histoire documentaire du génocide arménien à Yozgat)